# Kiss Lajos (tanár, 1849–1912)
Gyömöri Kiss Lajos (Ragály (Gömör megye), 1849. szeptember 1. – Szeged, 1912. január 28.) főreáliskolai tanár.

## Élete
Kiss Sándor műkertész és Izsó Zsuzsánna fia. A gimnáziumot Sárospatakon végezte és 1869-ben ugyanott az akadémia teológiai tanfolyamára lépett, ahol 1873-ig tanult, egyszersmind id. Vay Miklós báró koronaőr unokáinak nevelője volt. 1873-ban mint egyéves önkéntes Kassán a 34. gyalogezrednél katonáskodott és innen 1874-ben a budapesti egyetemre ment, ahol a történelmi és földrajzi előadásokat hallgatta és ez alatt egyúttal Lónyay Ödön házánál nevelősködött. A tanári vizsgát 1878. május 11-én a történelemből és földrajzból Budapesten letette, s 1878. szeptember 22-én a kecskeméti állami főreáliskolánál helyettes tanárnak alkalmazták. 1880. július 22-én rendes tanári minőségben a pancsovai állami gimnáziumhoz, innét 1884. augusztus 29-én a szegedi főreáliskolához helyezték át. A szegedi Dugonics Társaság tudományos osztályának titkára volt.
Cikkei a Magyar Tanügyben (1873. Pár szó a Magyar Tanügy törvényjavaslatához); a kecskeméti főreáliskola Értesítőjében (1880. Az avarok, tört. tanulmány); a Kecskeméti Lapokban (1880. 36-40., 42. sz. Temetkezési szertartások az ókori népeknél); a pancsovai Végvidékben (1883. A Balkán-félsziget államai a berlini congressus után, 1884. Horom vármegye sat.), a pancsovai főreáliskola Értesítőjében (1884. Szulejman első hadjárata Magyarország ellen, tört. tanulmány); a Földrajzi Közleményekben (1885. Utazás a Dunán Pancsovától Turn-Severinig, 1887. Harar és vidéke s könyvism. sat.); a szegedi főreáliskola Értesítőjében (1888. Beszéd a koronázási emlékünnepélyen); a Fővárosi Lapokban (1887. A Kazán); a Sárospataki Lapokban (1890. A franczia középiskolák multja s jelene, 1893. Középiskolai történelmi oktatásunk és történelmi tankönyveink); a Dugonics-társaság Évkönyvében (1893. Jelentés a Szeged és Dél-Magyarország cz. alatt kitűzött pályázatról, 1894. A népek vándorlásai. tört. értekezés).

## Munkái
- Nándorfehérvár bukása. A m. tudom. akadémia hadtudományi bizottsága által 20 aranynyal jutalmazott pályamunka. Bpest, 1889. (Különnyomat a Hadtörténelmi Közleményekből.)
- Nemzeti függetlenségünk védelmezése III. Henrik ellen. A m. tudom. akadémia hadtud. bizottsága által dicsérettel kitüntetett pályamű. Uo. 1891. (Különny. a Hadtört. Közleményekből.)
- A rigómezei hadjárat (1448.) A m. tudom. akadémia hadtud. bizottsága által 500 arany koronával jutalmazott pályamű. Uo. 1895. (A Hadtört. Közlemények 1-4. füzetében.)
- Világtörténelem középiskolák számára. I. kötet Ó-kor. Sárospatak, 1893. 94. művelődéstörténelmi ábrával. (Gymnasiumi Könyvtár XVIII.)
- Világtörténelem középiskolák számára. II. kötet. Középkor. Kiadja a sárospataki irodalmi kör. Uo. 1896. XXVIII. tábla rajzzal, 50 ábrával. (Gymnasiumi Könyvtár XXII.)
- Világtörténelem középiskolák számára. III. kötet. Ujkor. Kiadja a sárospataki irodalmi kör. Uo. 1897. (Gymnasiumi Könyvtár XXIII.)